# Riding, England
Riding var en civil parish 1866–1955 när det uppgick i Broomhaugh and Riding, i grevskapet Northumberland i England. Civil parish var belägen 7 km från Hexham och hade 388 invånare år 1951. Det inkluderade Riding Mill.